# Ján Kubiš
Pour les articles homonymes, voir Jan Kubis.
Ján Kubiš est un diplomate et homme politique slovaque, né le 12 novembre 1952 à Bratislava (alors en Tchécoslovaquie). 

## Biographie
Ján Rubis est secrétaire général de l'Organisation pour la sécurité et la coopération en Europe (OSCE) de 1996 à 1999 puis ministre des Affaires étrangères de Slovaquie du 4 juillet 2006 au 26 janvier 2009.
Il dirige la mission de l'ONU en Irak de 2015 à 2018 et celle en Afghanistan de 2011 à 2015. En janvier 2019, il est nommé coordonnateur spécial de l'ONU pour le Liban. Le 15 janvier 2021, il est nommé en tant que nouvel émissaire de l'ONU en Libye.
En novembre 2021, Ján Kubiš annonce sa démission d'envoyé spécial pour l'ONU en Libye.